# Frieda Verougstraete-Deschacht
Frieda Verougstraete-Deschacht (Knokke, 21 oktober 1968) is een Belgisch Vlaams-nationalistisch politica voor het Vlaams Belang.

## Levensloop
Verougstraete-Deschacht werd beroepshalve gezins- en bejaardenhelpster en directiesecretaresse.
Haar echtgenoot Christian Verougstraete was voor het Vlaams Blok en daarna het Vlaams Belang jarenlang lid van het Vlaams Parlement. Ook Frieda Deschacht werd actief in de partij en was van 2006 tot 2012 provincieraadslid van West-Vlaanderen en van 2007 tot 2012 gemeenteraadslid van Oostende.
Bij de Vlaamse verkiezingen van 26 mei 2019 werd ze voor de kieskring West-Vlaanderen verkozen in het Vlaams Parlement. Ze zetelde tot aan de Vlaamse verkiezingen van 9 juni 2024 en stond toen als laatste opvolger op de lijst. Verougstraete-Deschacht had gedurende haar mandaat in het Vlaams Parlement van 2019 tot 2020 zitting in de commissie Buitenlands Beleid, Europese Aangelegenheden, Internationale Samenwerking en Toerisme en van 2020 tot 2024 in de commissie Landbouw, Visserij en Plattelandsbeleid